# 庾承宣
庾承宣（？—？），唐朝邓州新野人，官至檢校吏部尚書、天平軍節度使。
庾承宣是庾光先之孙。唐德宗贞元八年（792年）进士，与韩愈、歐陽詹、崔群、王涯等同榜，号「龙虎榜」。贞元十年，中博学宏词科。早年为秘书省校书郎，後出京任福建观察推官，再任郑滑观察判官。唐憲宗元和初为殿中侍御史，元和十三年（818年），暫任礼部侍郎，擔任主试官。唐穆宗长庆二年（822年），官陕虢观察使。唐文宗大和元年，官御史大夫。改太常卿。大和九年（835年）四月，检校吏部尚书充天平军节度使，七月卒於任上。